# Franciszek Jaccard
Św. François Jaccard (ur. 16 września 1799 w Onion, Górna Sabaudia we Francji, zm. 21 września 1838 w Nhan Biều, prowincja Quảng Trị w Wietnamie) – ksiądz, misjonarz, męczennik, święty Kościoła katolickiego.
Urodził się w biednej rolniczej rodzinie. W 1819 r. rozpoczął naukę w wyższym seminarium duchownym diecezji Chabry. Po 2 latach wstąpił do Stowarzyszenia Misji Zagranicznych (Missions Etrangères de Paris). Święcenia kapłańskie przyjął 15 marca 1823 r.
25 listopada 1824 r. przybył do Makau. W Wietnamie został dyrektorem seminarium w An Ninh. W lipcu 1828 r. na rozkaz władcy Wietnamu Minh Mạng został zabrany do stolicy Huế. Oficjalnie miał zająć się tłumaczeniem francuskich dokumentów na język wietnamski. W istocie chodziło o utrudnienie mu działalności misyjnej. Oprócz pracy tłumacza zajmował się również nauczaniem francuskiego osób wyznaczonych przez króla. Udało mu się otrzymać zgodę na przeniesienie do Dương Sơn leżącego ok. 15 km od stolicy, gdzie mógł rozwinąć działalność misyjną.
We wrześniu 1831 r. na podstawie fałszywego oskarżenia uwięziono 73 mieszkańców Dương Sơn, a jego skazano na śmierć. Król zmienił ten wyrok na służbę wojskową i wpisał go na listę królewskich żołnierzy. Został przeniesiony z powrotem do Huế, gdzie dalej zajmował się tłumaczeniem książek i dokumentów. W czasie pobytu w stolicy wielokrotnie spotykał się z królem, próbując również i jego nauczać katechizmu. W efekcie pilnowano go ściślej niż wcześniej. W styczniu 1833 r. spotkał się z franciszkaninem Odorido Phương aresztowanym w Cái Nhum. Każdej nocy potajemnie odprawiali msze.
Po wybuchu w południowej części Wietnamu powstania, król kazał misjonarzom napisać list do katolików. Spełnili jego życzenie, pisząc, że chrześcijanie nie mogą zabijać siebie nawzajem. Ponieważ jednak w szeregach rebeliantów liczba katolików była bardzo mała, tak więc i efekt tego pisma był minimalny. Rozwścieczyło to króla tak, że rozkazał stracić obu księży. Wtedy interweniowała jego matka Thuận Thiên, przestrzegająć przed możliwością francuskiej interwencji. W związku z tym wyrok zmieniono na wygnanie do Lao Bảo na pograniczu Laosu. Misjonarze przybyli tam 12 grudnia 1833 r. Po miesiącu zostali przeniesieni do cięższego więzienia, co miało na celu skłonienić ich do wyrzeczenia się wiary. Ponieważ nie przyniosło to oczekiwanych rezultatów, zostali przeniesieni do obozu wojskowego. Tam zamknięto ich w małym szałasie, ograniczając ilość żywności i możliwość odwiedzin. Dodatkowo skonfiskowano im wszystkie książki i przyrządy do pisania. Ciężkie warunki w jakich przebywali i malaria sprawiły, że ojciec Odorico Phương zmarł 25 maja 1834 r.
We wrześniu 1835 r. król polecił sprowadzić Franciszka Jaccard do Cam Lộ. Przysłał mu kilku młodych ludzi, których miał uczyć francuskiego, geografii, historii i praw Zachodu. Natomiast surowo zabronił nauczania katechizmu. Chociaż Franciszek Jaccard przebywał tam w więzieniu, nie pilnowano go zbyt surowo i codziennie mógł potajemnie odprawiać msze. Sytuacja zmieniła się na początku 1838 r., kiedy zniszczono seminarium w An Ninh, a jego dyrektor uciekł w góry. Król skierował swój gniew na Franciszka Jaccard. Zakuto go w kajdany i zabrano do Quảng Trị 3 lipca 1838 r. Tam poddano go torturom, żeby wyrzekł się wiary. Od 18 lipca 1838 r. dzielił więzienną celę z seminarzystą Tomaszem Trần Văn Thiện. Zostali straceni przez uduszenie w Nhan Biều 21 września 1838 r. Pochowano ich w miejscu egzekucji. W 1947 r. ich relikwie przeniesiono do seminarium Stowarzyszenia Misji Zagranicznych.
Dzień wspomnienia: 24 listopada w grupie 117 męczenników wietnamskich.
Beatyfikowany 27 maja 1900 r. przez Leona XIII. Kanonizowany przez Jana Pawła II 19 czerwca 1988 r. w grupie 117 męczenników wietnamskich.